# Jet Set Radio
Jet Set Radio — en japonés: «ジェット セット ラジオ (Jetto Setto Rajio?)» — publicado en América del Norte como Jet Grind Radio, es un videojuego de acción de 2000, desarrollado por Smilebit y publicado por Sega para la consola Dreamcast. El juego tiene lugar en una ciudad inspirada en Tokio y está protagonizado por los GG, una pandilla de patinadores en línea que pintan grafitis, desafían a bandas rivales y escapan de la policía.
El equipo de desarrollo, liderado por el productor jefe Masayoshi Kikuchi y el director artístico Ryuta Ueda, planteó un título inspirado principalmente en la cultura urbana japonesa de los años 1990. Los escenarios estaban ambientados en distritos de Tokio como Shibuya y Shinjuku, mientras que el diseño de los grafitis corrió a cargo de artistas urbanos como Eric Haze. Jet Set Radio fue el primer videojuego en utilizar gráficos cel-shading, que le dotaban de la apariencia de un dibujo animado.
Jet Set Radio está considerado uno de los juegos más icónicos del catálogo de Dreamcast, así como uno de los mayores ejemplos de la etapa creativa que vivieron los estudios de Sega en la década del 2000. La prensa especializada emitió críticas favorables, con una valoración media de 94 sobre 100 según Metacritic, y resaltó aspectos como la jugabilidad, la estética visual y la banda sonora. Además ha ganado premios de la industria del videojuego, entre ellos el Game Critics Award al «mejor juego para consola» del 2000. En 2002 salió a la venta la secuela Jet Set Radio Future para Xbox, y en 2012 se publicó la remasterización del título original en Xbox 360, PlayStation 3 y PC.

## Sistema de juego

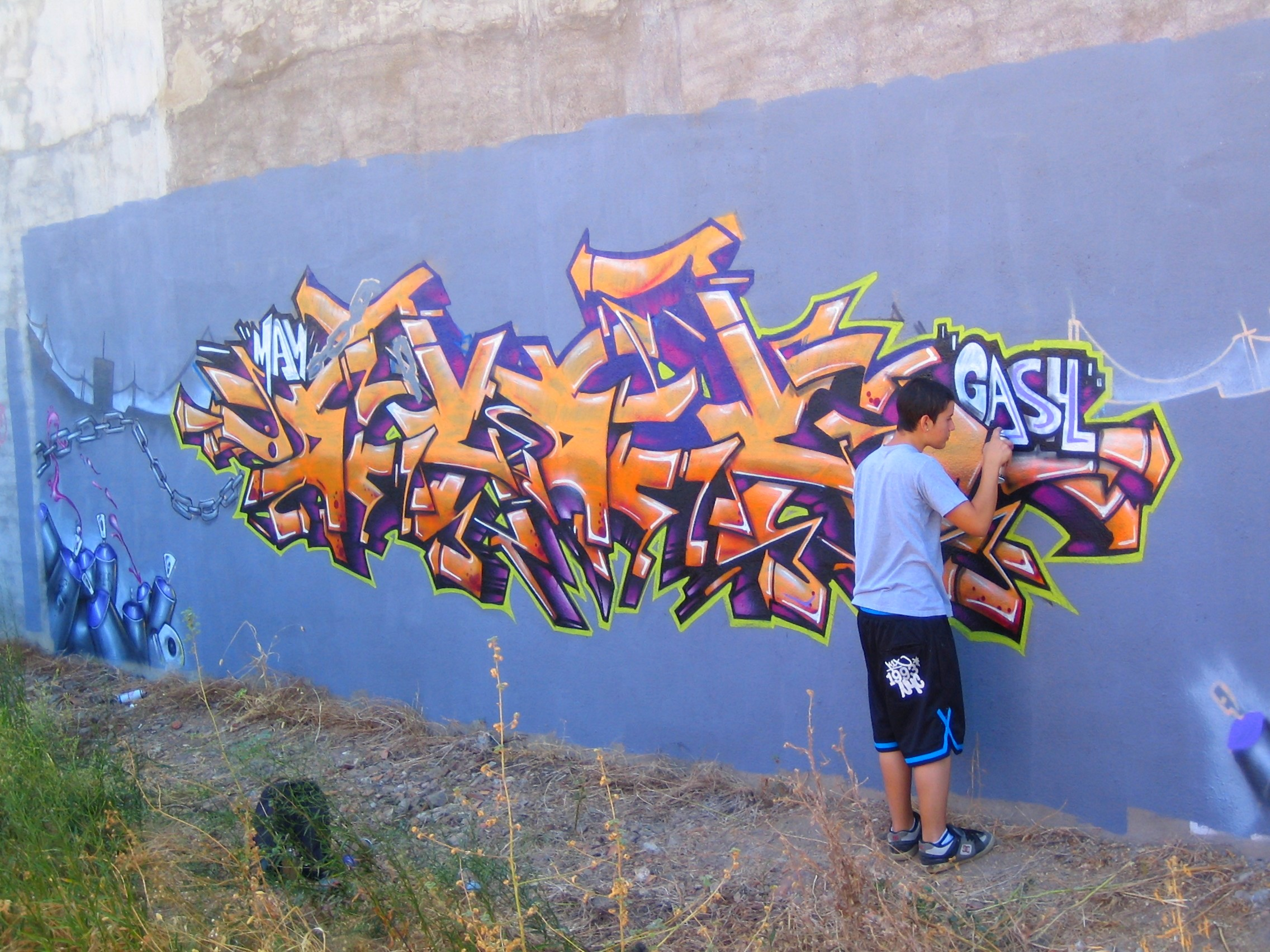
Los personajes de Jet Set Radio marcan su territorio con grafitis en paredes, vehículos y vallas publicitarias.

Jet Set Radio es un videojuego de acción y aventura, con elementos de plataformas, protagonizado por una banda de patinadores en línea que marcan su territorio con grafitis. El jugador se puede desplazar por cualquier lugar del mapa y valerse de los elementos a su alcance para patinar a toda velocidad, saltar, y hacer grinds y trucos. Antes del nivel hay una pantalla de selección de personajes que se amplía conforme avanza el juego. Cada uno de ellos cuenta con tres parámetros —potencia, técnica y grafiti— y una capacidad máxima de espráis de pintura. Hay tres tipos de fases: calle, desafíos y pruebas Jet.
Las fases callejeras tienen límite de tiempo y se dividen en dos categorías. En la primera, el jugador debe repintar los puntos de grafiti ya marcados por las bandas enemigas, a la vez que huye de la policía. La segunda fase funciona como jefe de sección y consiste en perseguir a las bandas rivales para marcarles con esprái en la espalda. Los puntos de grafiti están marcados con flechas rojas; según el tamaño, el jugador puede presionar un botón y pintar encima o bien deberá hacer un grafiti más elaborado, reproduciendo los comandos que aparecen en pantalla con el control analógico. Para pintar es necesario recoger los espráis repartidos en el mapa: los amarillos suman un bote y los azules cuentan como cinco. Los enemigos atacan al jugador con ánimo de reducir su nivel de salud, que se restablece con los espráis de color rojo. Al completar el nivel se establece una calificación final con base en los puntos, el tiempo sobrante, las combinaciones y la destreza.
En los desafíos se pueden desbloquear nuevos personajes al superar los retos que nos plantean, tales como imitar sus técnicas o ganar carreras de velocidad. Estos niveles aparecen cuando se han superado determinadas fases callejeras. Una vez se ha completado el modo historia, se desbloquean las tres fases de pruebas en cada distrito de Tokyo-to: Jet Graffiti, en el que deben pintarse todos los puntos de grafiti antes del límite de tiempo; Jet Tech, que prioriza la mayor puntuación técnica dentro del límite de tiempo; y Jet Crash, una carrera de velocidad frente a un rival.
Los jugadores pueden personalizar los grafitis de los personajes, e incluso crear diseños propios con el editor incorporado. La versión de Dreamcast incluía conexión a internet para compartir los grafitis en el sitio web oficial, subidos previamente a través de la VMU. El catálogo de grafitis puede ampliarse a través de los iconos Graffiti Soul repartidos por el mapa.

## Escenario

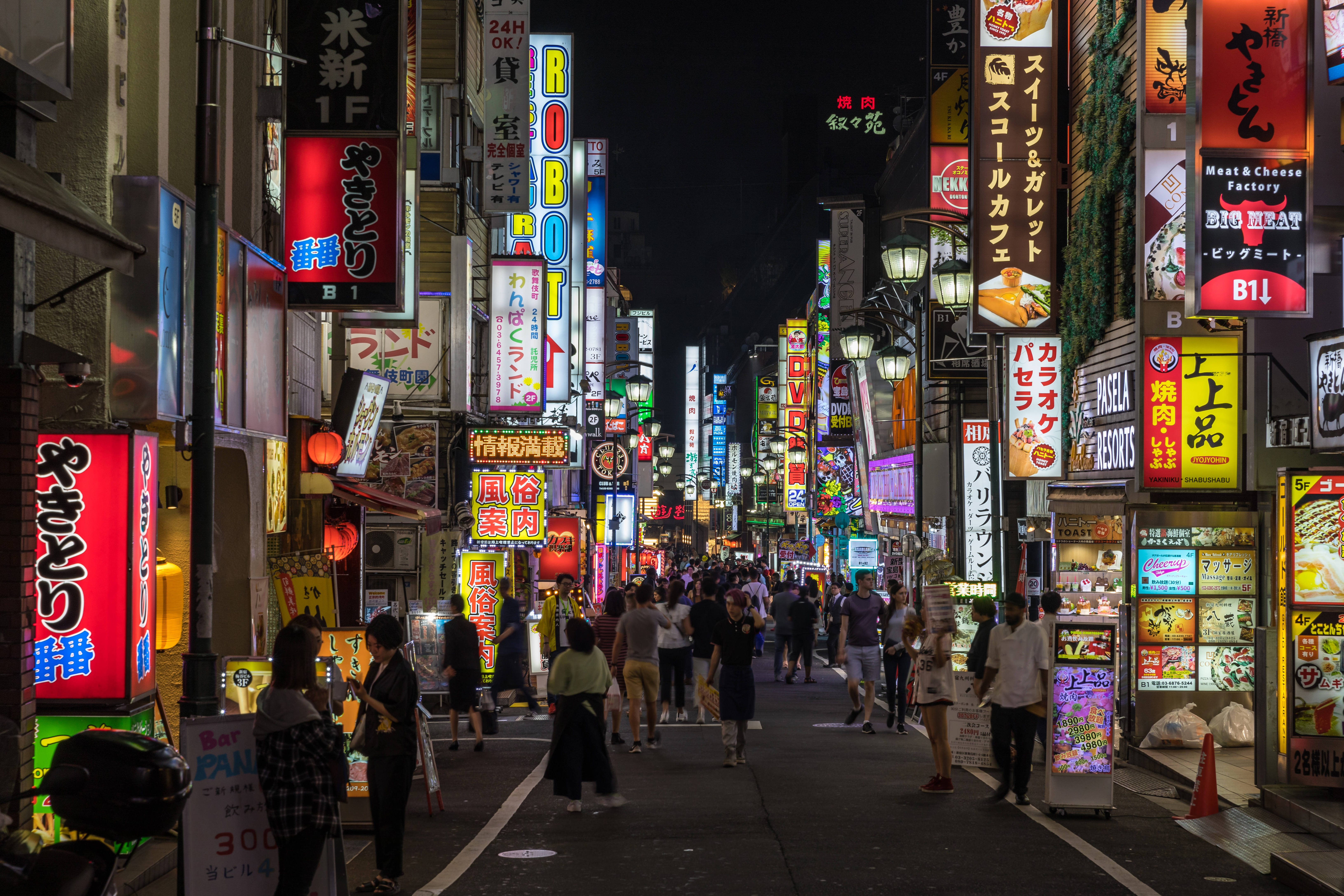
El escenario de Jet Set Radio está inspirado en la vida urbana de Tokio. En la imagen aparece Kabukichō, el barrio chino de Shinjuku, sobre el cual se diseñó el nivel de Benten-chō.

Jet Set Radio se desarrolla en la ciudad ficticia de Tokyo-to, una versión de Tokio ambientada en los años 1990. En el mapa figuran los distritos de Shibuya-chō al sur —inspirado en Shibuya—, Kogane-chō al este —una zona industrial basada en Tsukishima— y Benten-chō al oeste —que toma como referencia Kabukichō—, con niveles que transcurren durante el día, al atardecer y por la noche respectivamente. En Shibuya-chō hay emplazamientos como la estación de autobuses, calles comerciales y parques. Kogane-chō es una zona industrial que comprende viviendas, el puerto y la red de alcantarillado. Por último, Benten-chō es un barrio chino de calles estrechas y edificios decorados con luces de neón.
En la versión internacional hay una segunda ciudad, Grind City, que está inspirada en Nueva York. Bantam Street representa Roosevelt Avenue y las zonas residenciales de Harlem y Brooklyn, con una vía de tren elevada que atraviesa el escenario, mientras que Grind Square es muy similar a Times Square, la plaza más famosa de Manhattan.

### Personajes
Los patinadores callejeros de Jet Set Radio son conocidos como «bárbaros» —en inglés, rudies—, utilizan patines en línea propulsados con baterías de natrón, y recorren las calles de Tokio pintando grafitis como forma de expresión. Todos los patinadores se informan a través de una radio pirata —Jet Set Radio— conducida por un excéntrico disc-jockey, el Profesor K, que hace las veces de narrador.
La banda protagonista del juego, «GG», controla el barrio de Shibuya-chō y agrupa a los tres personajes iniciales: Beat, Gum y Tab. Tras superar varios niveles, aparecen nuevos patinadores que retan a los protagonistas antes de sumarse a la banda: cinco de Tokyo-to —Garam, Mew, Yo-Yo, Piranha y Slate— y dos de Grind City —Cube y Combo—.
Hay tres bandas rivales: los «Poison Jams» controlan Kogane-chō y van disfrazados de monstruos; los «Noise Tanks» dominan Benten-chō y son expertos en tecnología; y las «Love Shockers» son un grupo de patinadoras punkis que aspiran a hacerse con el poder en Shibuya-chō.
El antagonista es Goji Rokkaku, jefe del conglomerado Rokkaku, quien pretende controlar la ciudad y limitar las libertades de sus habitantes. Para ello cuenta con la ayuda del cuerpo de policía, comandado por el Capitán Onishima, y de una banda de sicarios conocida como «Golden Rhino», quienes no dudarán en atacar a los patinadores cuando les tengan a su alcance.

### Trama
El juego se divide en tres partes retransmitidas por el Profesor K a través de la radio pirata. En la primera, la banda GG libra una guerra territorial de grafiti en Tokyo-to frente a tres pandillas rivales: después de invadir el territorio de los Noise Tanks en Benten-chō y de los Poison Jams en Kogane-chō para recuperar a su perro, que ha sido secuestrado, tienen que vencer a los Love Shockers para mantener el control de Shibuya-chō. Al mismo tiempo, los GG deben huir de la policía, dirigida por el Capitán Onishima, que hará cualquier cosa para arrestarles. Cada una de las pandillas derrotadas deja trozos de un misterioso disco de vinilo cuyas partes encajan entre sí.
La segunda parte transcurre en Grind City. Dos patinadores de esa ciudad, Combo y Cube, viajan a Tokio y se unen a los GG para advertirles de que su amigo Coin ha sido secuestrado por Golden Rhino, una banda de sicarios interesada en su colección de vinilos. Después de dos niveles en Bantam Street y en Grind Square, se desvela que Coin había descubierto los vínculos entre Golden Rhino y Goji Rokkaku, jefe del grupo Rokkaku, quien ansía hacerse con los trozos del vinilo misterioso.
En la tercera parte, los Golden Rhino invaden el territorio de los GG para intentar robarles los vinilos, y se desvela que al juntar los trozos se puede armar un disco llamado Devil's Contract que supuestamente permite invocar a un demonio. En el último nivel, los miembros de GG se enfrentan a Goji Rokkaku para evitar que haga un pacto con el diablo por el cual conquistaría el mundo, destruyendo la mesa de mezclas instalada en su sede. Una vez consiguen derrotarle, Tokio vuelve a la normalidad.

## Desarrollo

### Producción

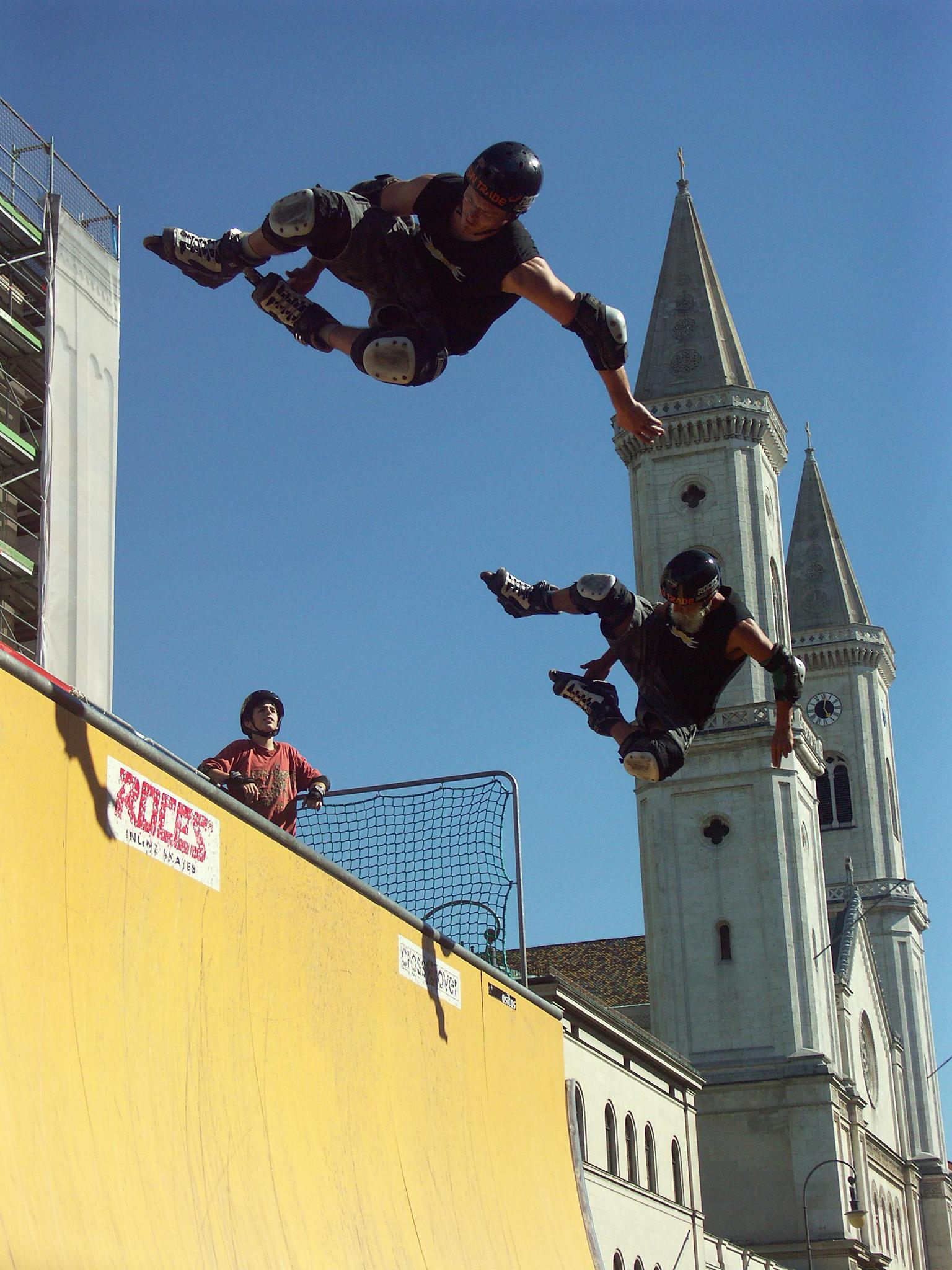
Los personajes de Jet Set Radio se desplazan por el escenario con patines en línea.

El desarrollo de Jet Set Radio corrió a cargo de Smilebit, un estudio de Sega compuesto por antiguos miembros de Team Andromeda, quienes estaban detrás de la saga Panzer Dragoon para Sega Saturn. Después de haber terminado Panzer Dragoon Saga en 1998, Sega les encargó un nuevo proyecto para Dreamcast a mediados de 1999. La producción estuvo encabezada por Masayoshi Kikuchi, mientras que Ryuta Ueda asumió la dirección artística. El equipo contaba con veinticinco desarrolladores, menos de lo habitual, y una edad media de 25 años.
Los responsables querían hacer un título completamente distinto a Panzer Dragoon, así que se basaron en los diseños de Ueda para perfilar su idea. En el documental Jet Set Radio: The Rude Awakening —incluido en la reedición en alta definición—, Ueda aseguró que pretendía crear un juego cool y representativo de la cultura popular japonesa de la década de 1990. Para ello presentó a Kikuchi un libro de bocetos, con ilustraciones de patinadores en línea muy similares al resultado final, y al recibir su visto bueno hizo arte conceptual centrado en tribus urbanas y géneros musicales como el hip-hop, el punk y la electrónica. Además, Ueda ha citado como influencias a PaRappa the Rapper (PSX, 1996), que en su opinión fue «el primer juego en reflejar la cultura pop» de los noventa, y la temática antisistema planteada en la novela Fight Club. Otras referencias citadas por Kikuchi han sido los mangas Tekkonkinkreet y Lupin the Third. Sega les dio completa libertad creativa para llevar a cabo su propuesta.
Masayoshi Kikuchi reconoció que el equipo tuvo algunos problemas para encajar la idea, en parte por su inexperiencia como director, así que se valió de ensayos y errores hasta dar con el género más adecuado. Al final, Sega aceptó la idea de un videojuego tridimensional de acción y plataformas donde los personajes pudieran moverse libremente en el mapeado. Aunque este sistema ha sido comparado a veces con Tony Hawk's Pro Skater y SSX, el productor Masayoshi Yokoyama aseguró en una entrevista posterior que no se vieron influenciados por ningún título de deportes urbanos.
Los escenarios están inspirados en tres barrios de Tokio —Shibuya, Tsukishima y Shinjuku—, y los miembros de Smilebit fotografiaron sus calles para usarlas como referencia. No obstante, los directivos de Sega pensaban que el juego podía fracasar fuera de Japón y pidieron cambios para la versión internacional. El equipo tuvo que reescribir el guion e incluyó una segunda ciudad, Grind City, con dos niveles ambientados en Nueva York —Roosevelt Avenue y Times Square—. También se cambió la nacionalidad de Combo y Cube, que en la versión original eran japoneses, para acoplarlos en la nueva historia de Grind City. Ueda no estaba conforme con los cambios porque, en su opinión, diluían la personalidad japonesa de Jet Set Radio, pero terminó aceptándolos. Sega vendió la versión internacional en Japón bajo una edición especial titulada De La Jet Set Radio.
Para diseñar los grafitis se contactó con artistas urbanos como Eric Haze, quien previamente había trabajado para grupos como Beastie Boys y Public Enemy. Haze se encargó también de diseñar el logotipo de la portada.
El equipo de desarrollo también estuvo involucrado en la secuela Jet Set Radio Future, que salió a la venta en febrero de 2002 para Xbox.

### Gráficos

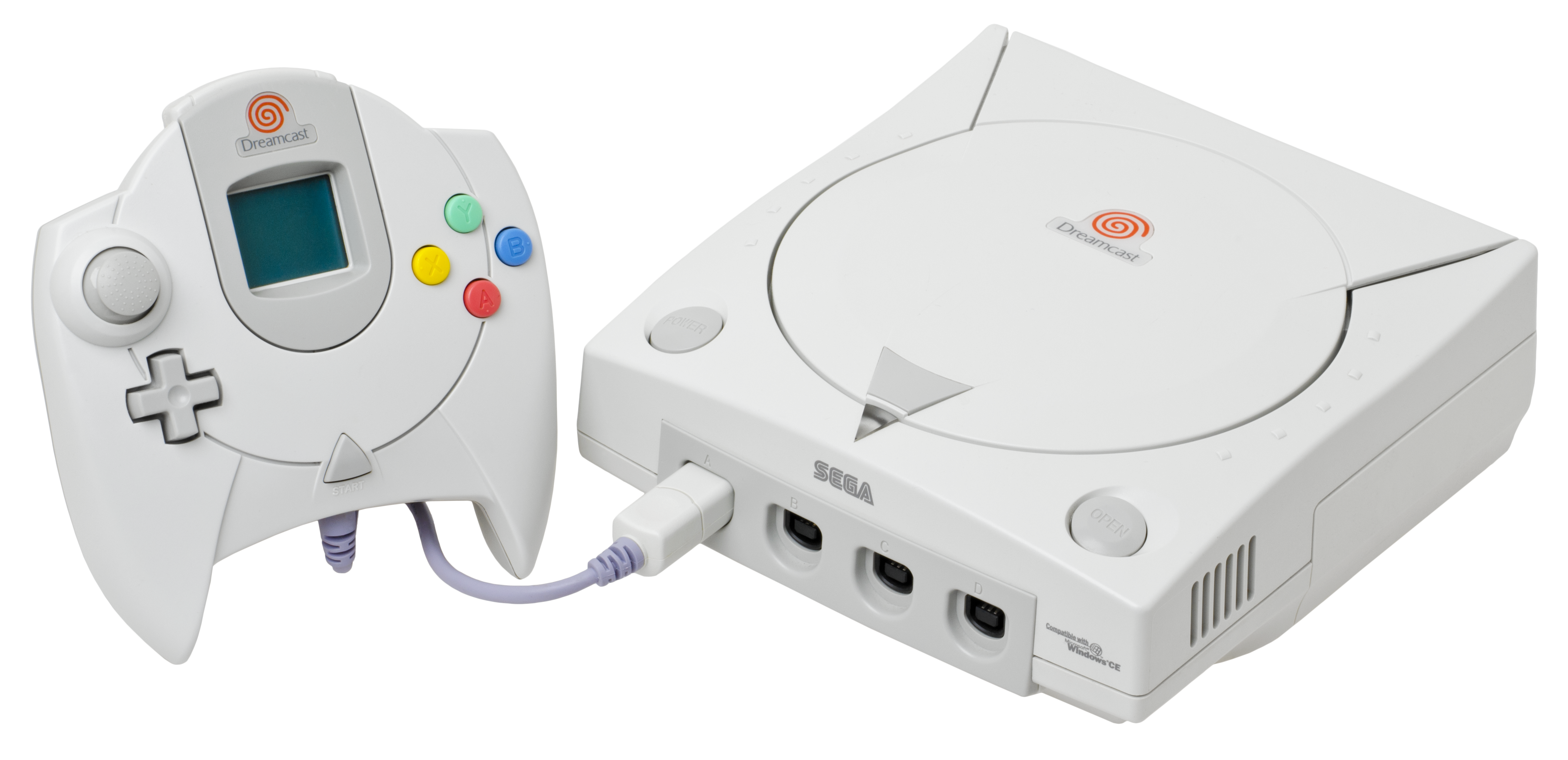
Jet Set Radio fue programado según las características técnicas de Dreamcast.

Jet Set Radio fue uno de los primeros videojuegos en utilizar gráficos cel-shading, una renderización diseñada para hacer que los gráficos por computadora parezcan dibujados a mano. El cel-shading —que Sega bautizó como Manga Dimension— escondía los vértices de los polígonos con líneas negras de mayor grosor, mientras que los fondos se representaban con líneas más finas y colores vivos. De este modo se conseguía un mayor contraste entre los personajes y el fondo.
La elección de este estilo responde a una decisión artística: Smilebit consideraba que el catálogo de Sega en los años 1990 tenía demasiados títulos de fantasía y ciencia ficción, así que Ueda planteó un concepto diferente que respetara sus diseños y la idea del entorno urbano tridimensional.
Jet Set Radio fue también uno de los primeros videojuegos de su generación en presentar niveles de mundo abierto. En opinión de Kikuchi, ese fue el punto más problemático porque en aquella época resultaba muy difícil programar una ciudad entera, más aún cuando los personajes debían moverse con rapidez. Los desarrolladores aprovecharon el procesador PowerVR2 de Dreamcast para mostrar colores vivos, sombreados realistas y hasta 16 personajes en pantalla. Para evitar problemas de visión, se optó por una cámara fija en tercera persona.

### Música
La banda sonora de Jet Set Radio es una representación de la cultura urbana, e incluye canciones originales de una amplia variedad de géneros como J-pop, hip-hop, funk, EDM, rock, acid jazz y trip hop. La mayoría fueron compuestas por Hideki Naganuma, y hay colaboraciones puntuales de autores como Richard Jacques, Deavid Soul y Tomonori Sawada entre otros. Nagamura se inspiró en el estilo visual del juego durante la composición, y se atrevió a experimentar con sonidos big beat, mezclas de voces y samples hasta dar con el resultado final. Smilebit colaboró con Sega of America y Sega Europe para añadir otros géneros musicales en la versión internacional; la versión norteamericana incluyó canciones licenciadas como Dragula de Rob Zombie, Improvise de Jurassic 5 y Just Got Wicked de Cold.
En diciembre del 2000, Polydor Records editó en Japón el álbum recopilatorio Jet Set Radio Original Soundtrack. En 2012 se lanzó la banda sonora remasterizada, Jet Set Radio: Sega Original Tracks, distribuida por Sega y publicada en iTunes.

### Lanzamiento
Jet Set Radio fue presentado en sociedad en el Tokyo Game Show de 1999, y desde el primer momento llamó la atención de la prensa especializada por los gráficos de cel-shading, la jugabilidad en escenarios abiertos y el apartado visual.
El juego salió a la venta el 29 de junio del 2000 en Japón, el 31 de octubre en Estados Unidos y el 24 de noviembre en Europa. Tanto la versión japonesa como la internacional mantuvieron el título Jet Set Radio, pero en Estados Unidos pasó a llamarse Jet Grind Radio, igual que el truco de grind en patinaje, por derechos de autor sobre la marca Jet Set. De cara al lanzamiento internacional se incluyeron dos niveles extra, cambios en el guion, nuevas canciones y diseños exclusivos de grafitis, que también llegaron a Japón bajo una edición especial —De La Jet Set Radio— a partir del 18 de octubre de 2001.

## Recepción

### Comercial
En el momento de su lanzamiento, Jet Set Radio tuvo unas cifras discretas que estuvieron ligadas al irregular desempeño de Dreamcast. En Japón se superaron las 64.000 copias en formato físico, siendo el 58.º título más vendido de la plataforma en ese país. Con el paso del tiempo, han aumentado gracias a la reedición en 2012 y su inclusión en plataformas como Steam o Xbox Network. Actualmente, se estima que se han vendido más de un millón de copias de Jet Set Radio en todas sus versiones, tanto en formato físico como digital.

### Crítica
Jet Set Radio tuvo buenas valoraciones de la prensa especializada por su jugabilidad, la estética visual y la banda sonora. En términos generales está considerado uno de los títulos más icónicos del catálogo de Dreamcast, así como uno de los más innovadores de la sexta generación de videoconsolas por la introducción del estilo cel-shading y la exploración de los niveles. La versión de Dreamcast tiene una valoración media de 94 sobre 100 en el agregador de reseñas Metacritic y de 92 sobre 100 en GameRankings, mientras que las remasterizaciones han sacado una nota inferior.
La revista Official Dreamcast Magazine valoró las físicas exageradas y la exploración de los niveles. En la prensa en español, Hobby Consolas aseguró en su reseña para Dreamcast que «su revolucionario sistema de juego, que se desmarca de cualquier cosa conocida hasta el momento, le convierte en título único». Por otro lado, la revista Superjuegos aplaudió la jugabilidad y consideraba que la ambientación urbana de los escenarios era «soberbia».
Jet Set Radio fue premiado con el Game Critics Award al «mejor juego para consola» del 2000. También obtuvo dos galardones en la primera edición de los Game Developers Choice Awards, celebrada ese año.
Las versiones remasterizadas han tenido reseñas dispares. Mientras publicaciones como GamesRadar+ y Eurogamer las han valorado de forma positiva, afirmando que el juego no ha perdido su esencia, otros medios como Game Informer y Hobby Consolas han sido más críticos, ya que no se han pulido aspectos jugables como el manejo de la cámara y la precisión de los controles, definidos diez años después como «arcaicos».

## Otras versiones
Jet Set Radio ha contado con dos adaptaciones portátiles en 2D. El primer título, Typing Jet (2001), era un juego para teléfonos móviles que no salió del mercado japonés, y donde los movimientos se ejecutaban escribiendo palabras con el teclado. En 2003 se publicó una versión bidimensional de Jet Set Radio para Game Boy Advance, desarrollada por Vicarious Visions y editada por THQ. Para sortear las limitaciones de la máquina portátil, se utilizó la perspectiva isométrica de Tony Hawk's Pro Skater con gráficos adaptados al estilo cel-shading.
En 2012 salió a la venta una versión remasterizada de Jet Set Radio para PC, PlayStation 3, Xbox 360 PlayStation Vita, iOS y Android. Esta versión modifica la relación de aspecto a 16:9 y añade clasificaciones en línea, logros, y ligeros cambios en la cámara. Además, la banda sonora incluye todas las canciones con la excepción de Yappie Feet y Many Styles, que no pudieron ser licenciadas. Sega organizó un concurso de grafitis para promocionar el relanzamiento, y las mejores ilustraciones fueron incluidas en el juego.

## Legado

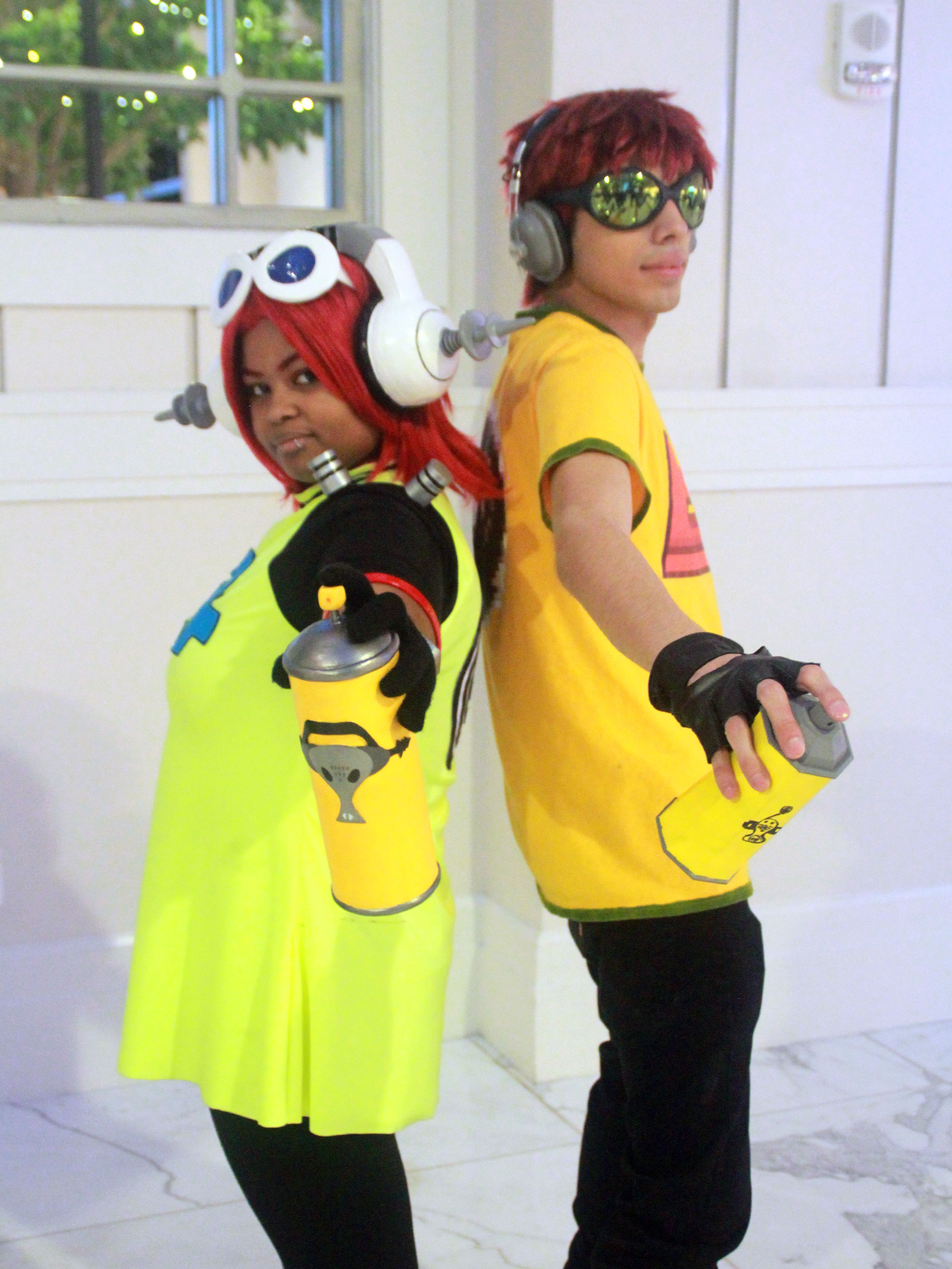
Cosplays de Beat, el protagonista de Jet Set Radio, en la MAGfest de Washington D. C. (2014)

Jet Set Radio está considerado un título innovador en la industria del videojuego por el uso pionero de gráficos cel-shading, que dotaban al conjunto del aspecto de un dibujo animado, y que supone un ejemplo representativo de la cultura de los años 1990. También es uno de los más recordados del catálogo de Dreamcast, ya que representa la libertad creativa que Sega dio a sus estudios con esa consola.
A raíz de su buena acogida, Smilebit desarrolló la secuela Jet Set Radio Future para Xbox en febrero de 2002. Esta segunda parte contó con todo el equipo del juego original. Ambientada en un universo futurista, la secuela incluía mejoras en los controles, opciones de mundo abierto y modo multijugador. JSRF no tuvo las mismas ventas que su predecesor, en parte por la mala acogida de Xbox en Japón. Sin embargo, cosechó buenas críticas y tiene una valoración media de 88 sobre 100 en Metacritic. Aunque no hubo más entregas, los miembros del equipo han trabajado en títulos posteriores de Sega como la saga Yakuza.
En diciembre de 2023, Sega hizo público en la gala de The Game Awards que estaba trabajando en una nueva entrega de Jet Set Radio junto a otros clásicos arcade.
El juego ha servido de inspiración para numerosos desarrolladores como Ted Price, presidente de Insomniac Games, quien lo ha citado como influencia en Sunset Overdrive. De igual modo, su impacto es notable en otros títulos independientes como Hover: Revolt of Gamers, Bomb Rush Cyberfunk, y Hi-Fi Rush, que han sido comparados con la obra de Smilebit. Beat, el protagonista de la serie, también ha aparecido como personaje jugable en Sega Superstars Tennis (2008), Sonic and Sega All-Stars Racing (2010), Sonic and All-Stars Racing Transformed (2012) y Super Monkey Ball: Banana Mania (2021).

## Controversia
Jet Set Radio fue uno de los primeros videojuegos que puso en valor el arte urbano como expresión artística, por lo que tuvo que enfrentar un debate sobre la propia consideración del grafiti. Si bien en algunos contextos es un arte propio de una subcultura, en otros se considera vandalismo o contaminación visual porque rompe el conjunto estético de las ciudades. Por esta razón, Sega incluyó una pantalla de advertencia:

El graffiti es un arte. Sin embargo, como acto vandálico es un delito. Cada país impone sus propias leyes relacionadas con los graffitis y los organismos locales refuerzan esas leyes para evitarlos. Ir en contra de la ley puede suponer una multa, la libertad condicional o incluso la cárcel. Sega no aprueba ningún acto vandálico en la vida real.

En Estados Unidos, Sega of America organizó un concurso promocional (Graffiti is Art) en el que animaba a artistas urbanos a presentar sus propios grafitis. La compañía eligió cinco finalistas y les pagó un viaje a San Francisco para que pudieran dibujar sus obras en murales, por un premio de 5000 dólares. El alcalde de la ciudad, Willie Brown, no estaba al corriente del permiso municipal y trató de revocarlo dentro de su plan contra el vandalismo callejero, pero la justicia dio la razón a Sega y el evento pudo celebrarse sin incidentes. De igual modo, el ayuntamiento de Milwaukee trató sin éxito de impedir la venta del juego en esa ciudad.